# Nokia 7650
Le Nokia 7650 est un téléphone de l'entreprise Nokia. Il est coulissant.
Il est sorti courant mai-juin 2002.

## Caractéristiques
- Système d'exploitation Symbian OS
- GSM  900 / 1 800 MHz
- 114 × 56 × 26 mm pour 154 grammes
- Écran  176 × 208 pixels avec 4 096 couleurs
- Vibreur
- DAS : 0,35 W/kg.
- Bluetooth : oui